# Juan Manuel Insaurralde
Juan Manuel Insaurralde (Resistencia, 3 oktober 1984) is een Argentijns voetballer die doorgaans speelt als centrale verdediger. In januari 2023 verruilde hij Independiente voor Atlético Sarmiento. Insaurralde debuteerde in 2009 in het Argentijns voetbalelftal.

## Clubcarrière
Insaurralde debuteerde in het profvoetbal in zijn vaderland bij Chacarita Juniors. Hij speelde vijf jaar bij de club, totdat hij na de degradatie in 2008 naar Newell's Old Boys verkaste. Bij die club wierp hij zich op tot een volwaardige basisspeler en Boca Juniors was in 2010 bereid circa anderhalf miljoen te betalen voor de diensten van de verdediger. Op 23 juli 2012 verliet hij ook Boca weer, toen Spartak Moskou hem naar Rusland haalde. In Moskou speelde Insaurralde echter niet veel en op 30 januari 2014 werd besloten hem voor een half jaar op huurbasis te stallen bij het Griekse PAOK Saloniki. Nadat Insaurralde elf wedstrijden in de Griekse competitie speelde gedurende het seizoen 2013/14, keerde hij terug naar Moskou voor het volgende seizoen. Jaguares werd in 2015 zijn nieuwe club. Een jaar later keerde Insaurralde terug naar zijn oude club Boca Juniors. In januari 2018 verkaste hij naar Colo-Colo. Na drie jaar keerde Insaurralde terug naar Argentinië, waar hij tekende voor Independiente. De verdediger verkaste in januari 2023 naar Atlético Sarmiento.

## Interlandcarrière
Insaurralde maakte zijn debuut in het Argentijns voetbalelftal op 30 september 2009, toen met 2–0 gewonnen werd van Ghana. De verdediger moest van bondscoach Diego Maradona op de bank beginnen en viel na rust in voor Rolando Schiavi.
| Interlands van Juan Manuel Insaurralde voor Argentinië | Interlands van Juan Manuel Insaurralde voor Argentinië | Interlands van Juan Manuel Insaurralde voor Argentinië | Interlands van Juan Manuel Insaurralde voor Argentinië | Interlands van Juan Manuel Insaurralde voor Argentinië | Interlands van Juan Manuel Insaurralde voor Argentinië |
| №                                                      | Datum                                                  | Wedstrijd                                              | Uitslag                                                | Competitie                                             | Goals                                                  |
| Als speler bij Newell's Old Boys                       | Als speler bij Newell's Old Boys                       | Als speler bij Newell's Old Boys                       | Als speler bij Newell's Old Boys                       | Als speler bij Newell's Old Boys                       | Als speler bij Newell's Old Boys                       |
| ------------------------------------------------------ | ------------------------------------------------------ | ------------------------------------------------------ | ------------------------------------------------------ | ------------------------------------------------------ | ------------------------------------------------------ |
| 1                                                      | 30 september 2009                                      | Argentinië – Ghana                                     | 2 – 0                                                  | Vriendschappelijk                                      |                                                        |
| 2                                                      | 5 mei 2010                                             | Argentinië – Haïti                                     | 4 – 0                                                  | Vriendschappelijk                                      |                                                        |